# هنري غاستون بان
هنري غاستون بان هو محامي وقاضي وسياسي أمريكي، ولد في 12 يونيو 1838 في روكي ماونت في الولايات المتحدة، وتوفي في 17 يوليو 1908 في إل دورادو في الولايات المتحدة. نشط حزبياً في Democratic Party of Arkansas ‏. وقد انتخب عضو مجلس ولاية أركنساس ‏.